# 鳥居清経
鳥居 清経（とりい きよつね、生没年不詳）とは、江戸時代の浮世絵師。

## 来歴
初代鳥居清満の門人。俗称は大次郎、江戸の芝居番付の版元中島屋伊左衛門の子と伝わる。清満の門下で鳥居清長に次いで優れると評される。作画期は宝暦末期から安永にかけてで黒本や黄表紙等の版本の挿絵を多く手掛ける。一枚ものの役者絵もあるが作例は非常に少なく、それも紅摺絵に限られる。作には鈴木春信風の美人画もあるという。なお『鳥居画系譜』によれば享保9年（1724年）に鳥居派の工房にいたという同名の絵師「清経」の影響を受けているとするが、その作については不明。

## 作品
- 『鉢かつき嫩振袖』　※明和2年（1765年）刊行
- 『伊豆熱海温泉縁起』　※安永元年（1772年）刊行
- 『噺の開帳』　※享和3年（1803年）刊行
- 「市村亀蔵の京の二郎と尾上菊五郎のしけただ」　細判紅摺絵
- 「大谷広次」　細判紅摺絵　神奈川県立歴史博物館所蔵
- 「市川雷蔵の奴出来助と芳沢五郎市のけいせい吉岡」　細判紅摺絵
- 「岩井半四郎の小女郎」　細判錦絵